# Katedra Świętej Trójcy w Dreźnie
Katedra św. Trójcy (niem. Kathedrale Ss. Trinitatis) – świątynia katolicka usytuowana nieopodal rezydencji Wettynów na Starym Mieście w centrum Drezna; znana również w literaturze jako Kościół Dworski (niem. Hofkirche).

## Historia

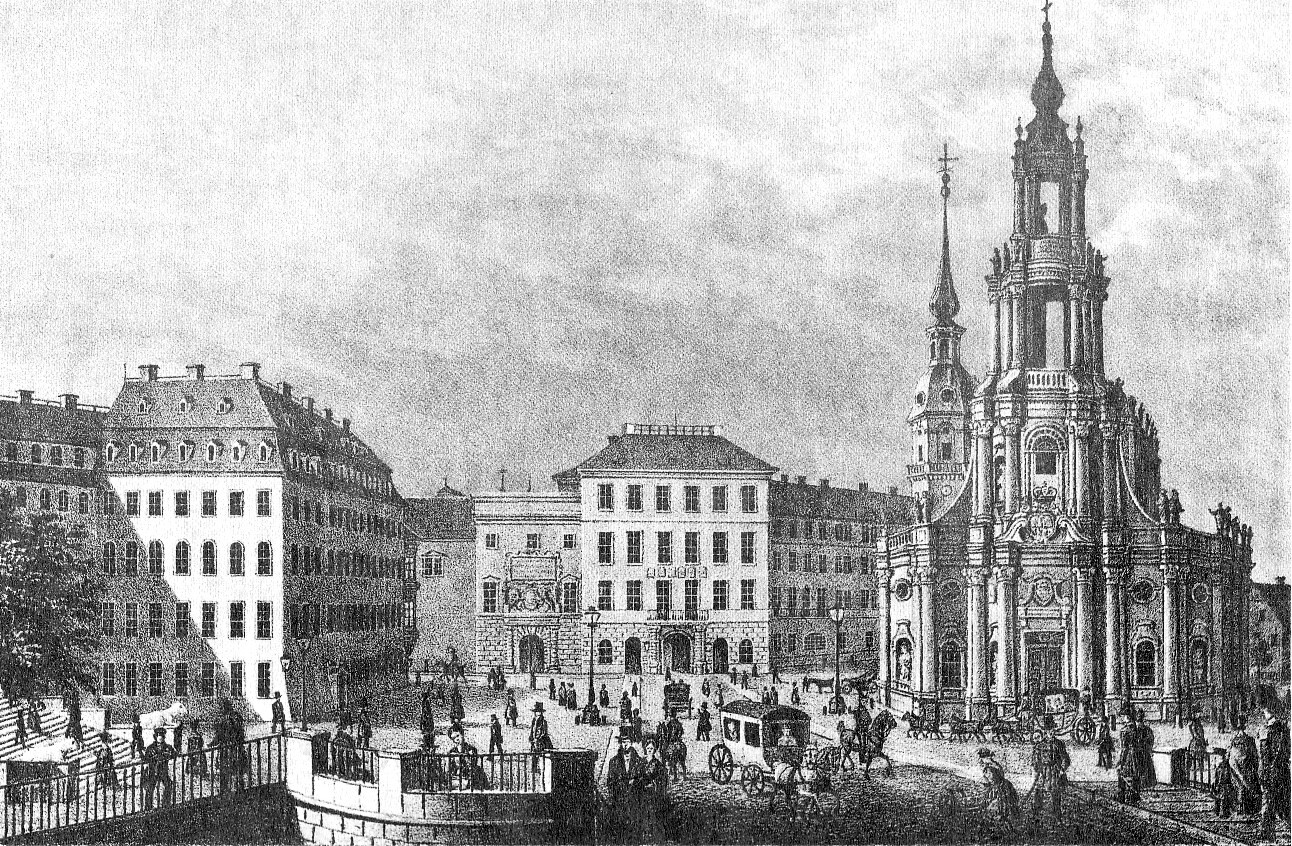
Kościół Dworski na rys. z ok. 1850 r.

Kościół Dworski jest jedną z największych nowożytnych budowli sakralnych wzniesionych na terenie Saksonii. Świątynia w stylu późnego baroku została wzniesiona na zlecenie Augusta III Sasa przez włoskiego architekta Gaetano Chiaveriego w latach 1739–1751. Pomocnikami Chiaveriego byli m.in. działający w Krakowie Francesco Placidi i Antonio Zucchi. Świadkiem budowy kościoła był Bernardo Bellotto, który w swoich widokach miasta ukazywał dopiero co powstający kościół. Kościół dedykowano Trójcy Przenajświętszej (Sanctissimae Trinitatis). Uroczysta msza święta z okazji konsekracji miała miejsce 29 czerwca 1751. Muzyczną oprawą tej mszy były dzieła Johanna Adolpha Hassego Messe in d-moll oraz Te Deum in D-dur. Konsekracji dokonał nuncjusz apostolski Polski i Toskanii, arcybiskup Alberico Archinto.
Podczas nalotu na Drezno 13–15 lutego 1945 kościół został zniszczony, w wyniku runięcia większości dachów do wnętrza. Ocalała wieża i większa część dekoracji rzeźbiarskiej elewacji zewnętrznych. W czerwcu 1945 odprawiono pierwszą mszę świętą. Odbudowa trwała do 1965 r. W 1980 r. dawny kościół dworski został podniesiony do godności katedry diecezji Drezna-Miśni. Jest on jednocześnie siedzibą parafii na Starym Mieście.

## Architektura

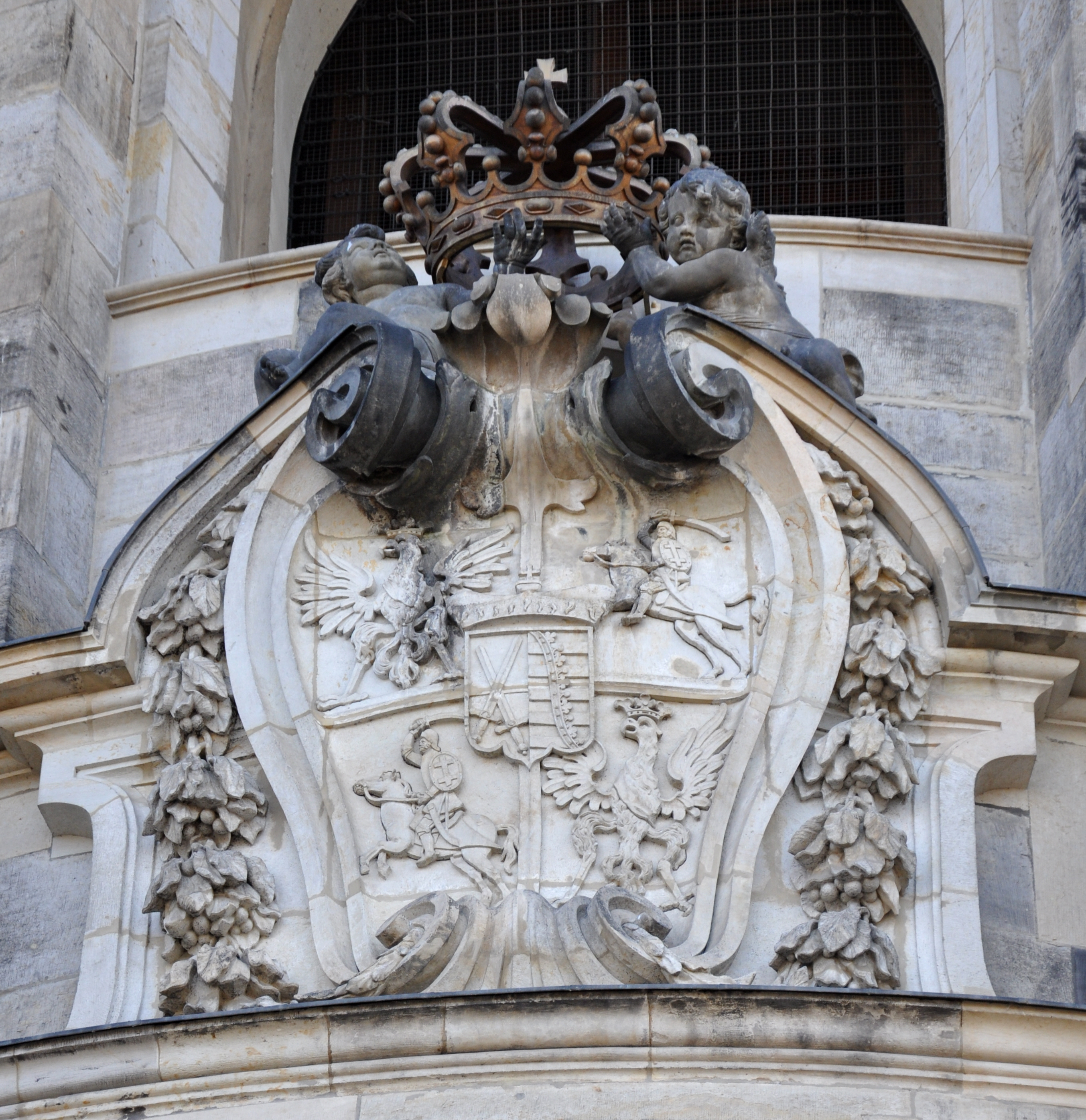
Kartusz z herbem Rzeczypospolitej

Kościół powstał na planie zbliżonym do owalu. Składa się z trzech naw, przy czym nawy boczne są dwukondygnacyjne; wyższą kondygnację tworzą empory. Podobną strukturę mają ambity, dzięki czemu można nawę główną obejść zarówno idąc emporami, jak i dolną kondygnacją, pełniącą rolę obejścia procesyjnego. Nakryta sklepieniem kolebkowym z lunetami nawa główna zamknięta jest półkoliście zarówno po stronie ołtarzowej, jak chórowej. Nawy boczne są zakończone kaplicami; Najświętszego Sakramentu i Św. Krzyża oraz Św. Jana Nepomucena i Św. Benona.
Chociaż kościół ten jest świątynią katolicką, jego wygląd, zwłaszcza wewnątrz, nacechowany jest wpływami tradycji saskiej architektury protestanckiej. Także z zewnątrz podziały na kondygnacje i liczba ciągów okien przypominają świątynię luterańską.
Od zewnątrz architektura kościoła jest silnie zintegrowana z bogatymi rzeźbionymi dekoracjami, których część stanowi zespół 78 monumentalnych pełnoplastycznych figur świętych umieszczonych na balustradach wieńczących nawy i obejście. Na ażurowej wieży, której dwie górne kondygnacje złożone są z samych kolumn znajdują się m.in. 4 figury przedstawiające alegorie Wiary, Nadziei, Miłości, oraz Sprawiedliwości. Rzeźby są dziełem Włocha Lorenza Mattiellego.
Fasadę kościoła zdobi kartusz z polsko-litewsko-saskim herbem Rzeczypospolitej, zwieńczony polską koroną królewską.

Przykładowe figury
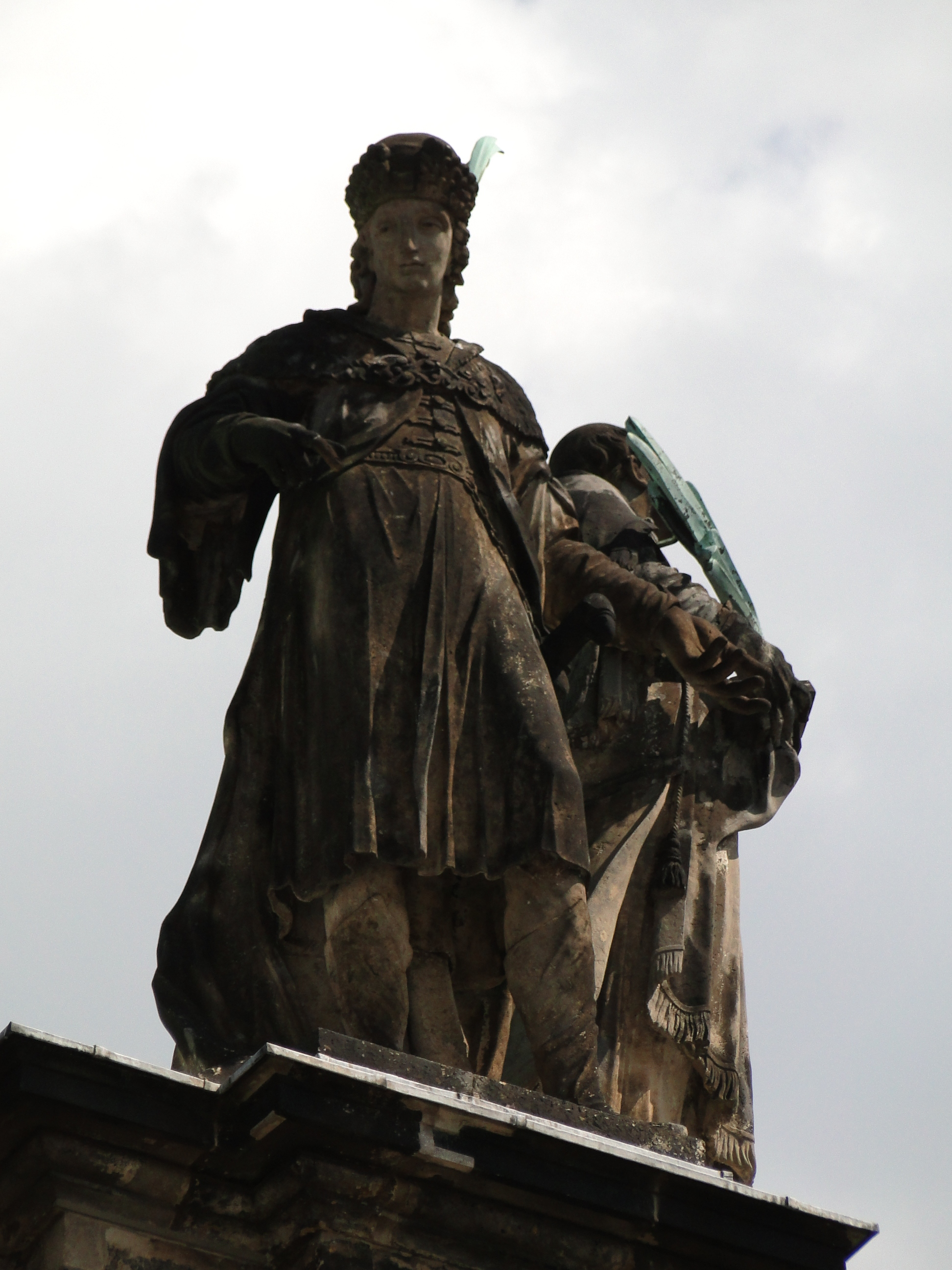
Królewicz Kazimierz Jagiellończyk
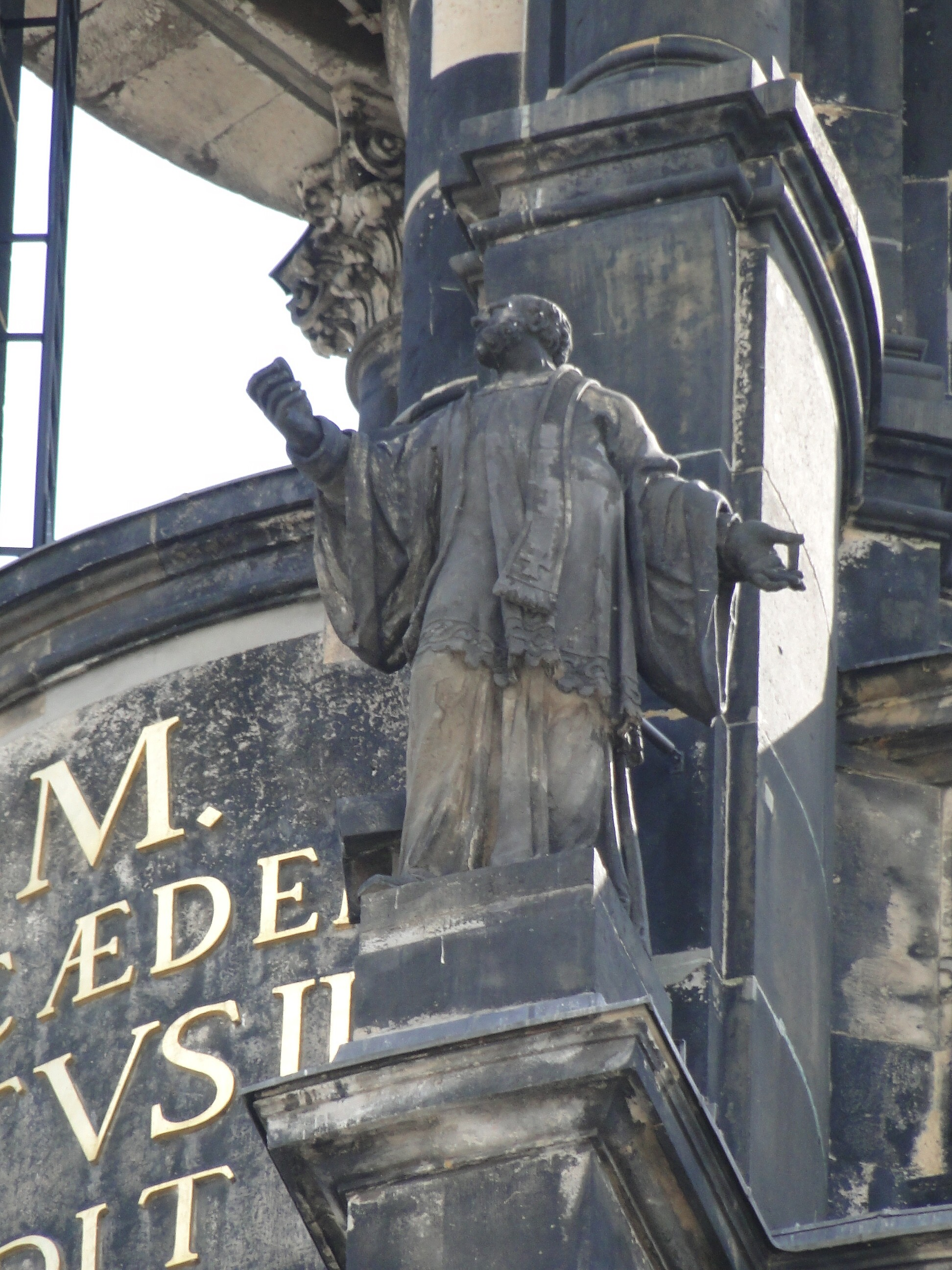
Biskup krakowski Stanisław ze Szczepanowa
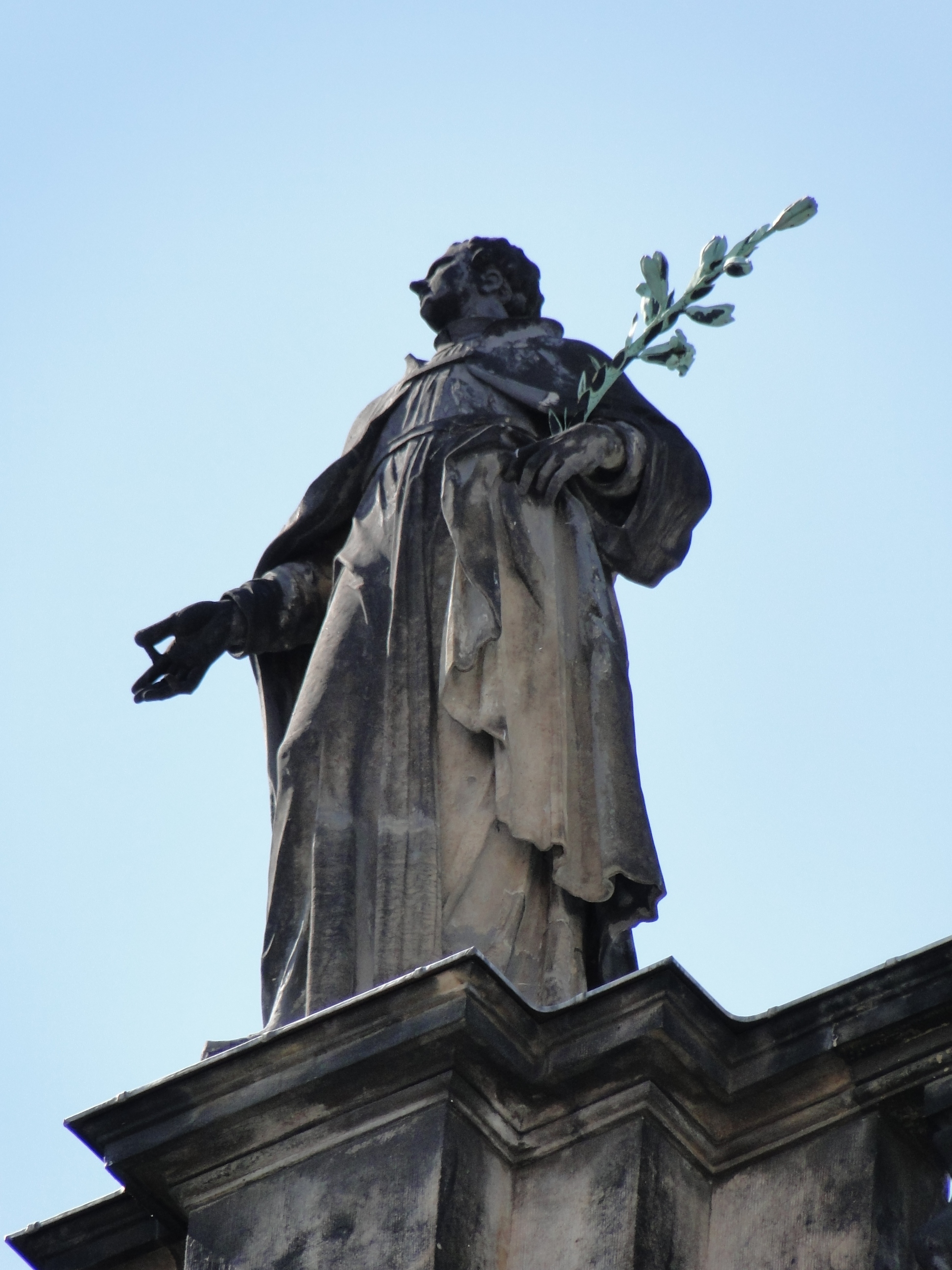
Stanisław Kostka
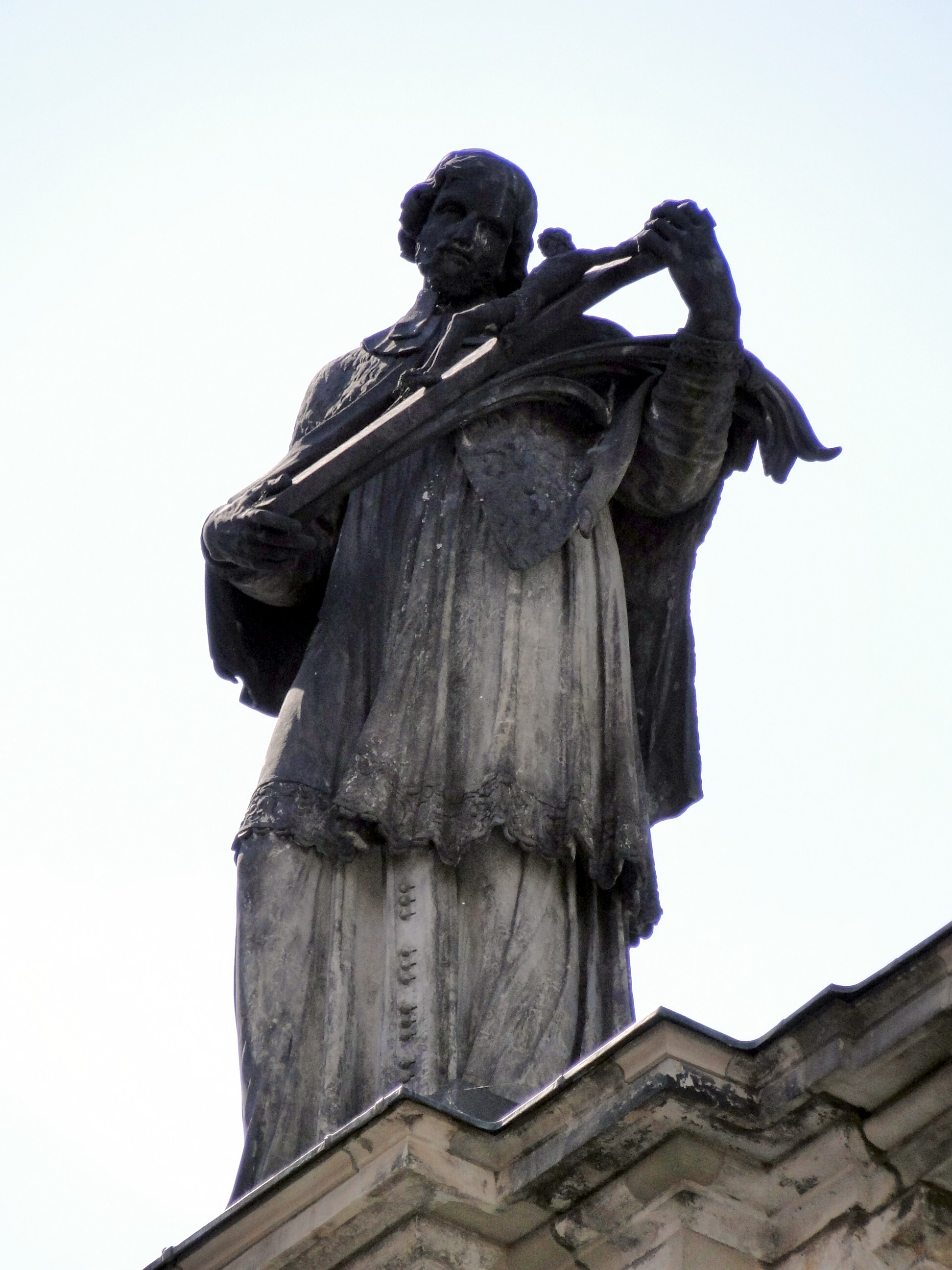
Jan Nepomucen
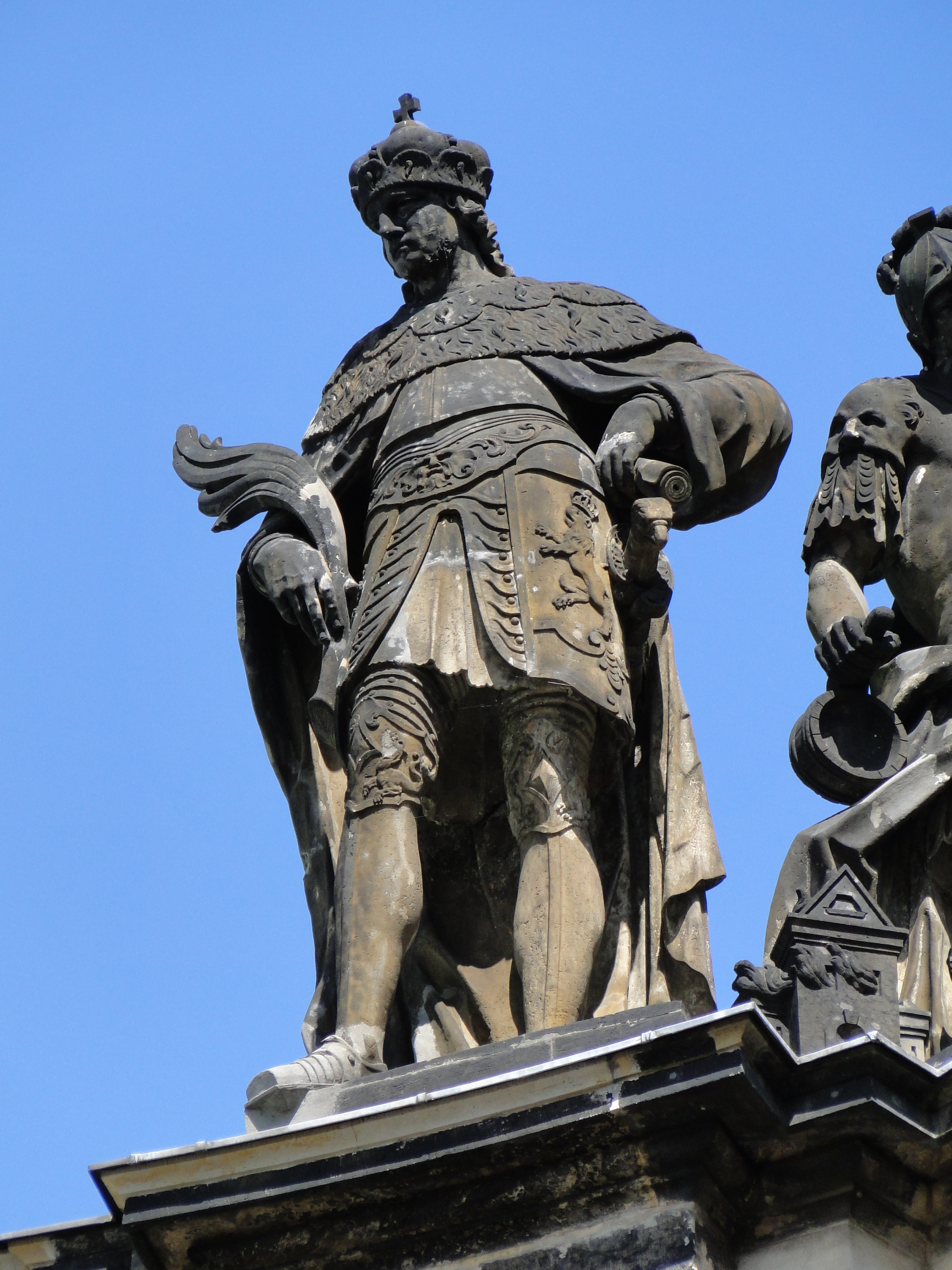
Książę Czech Wacław I Święty
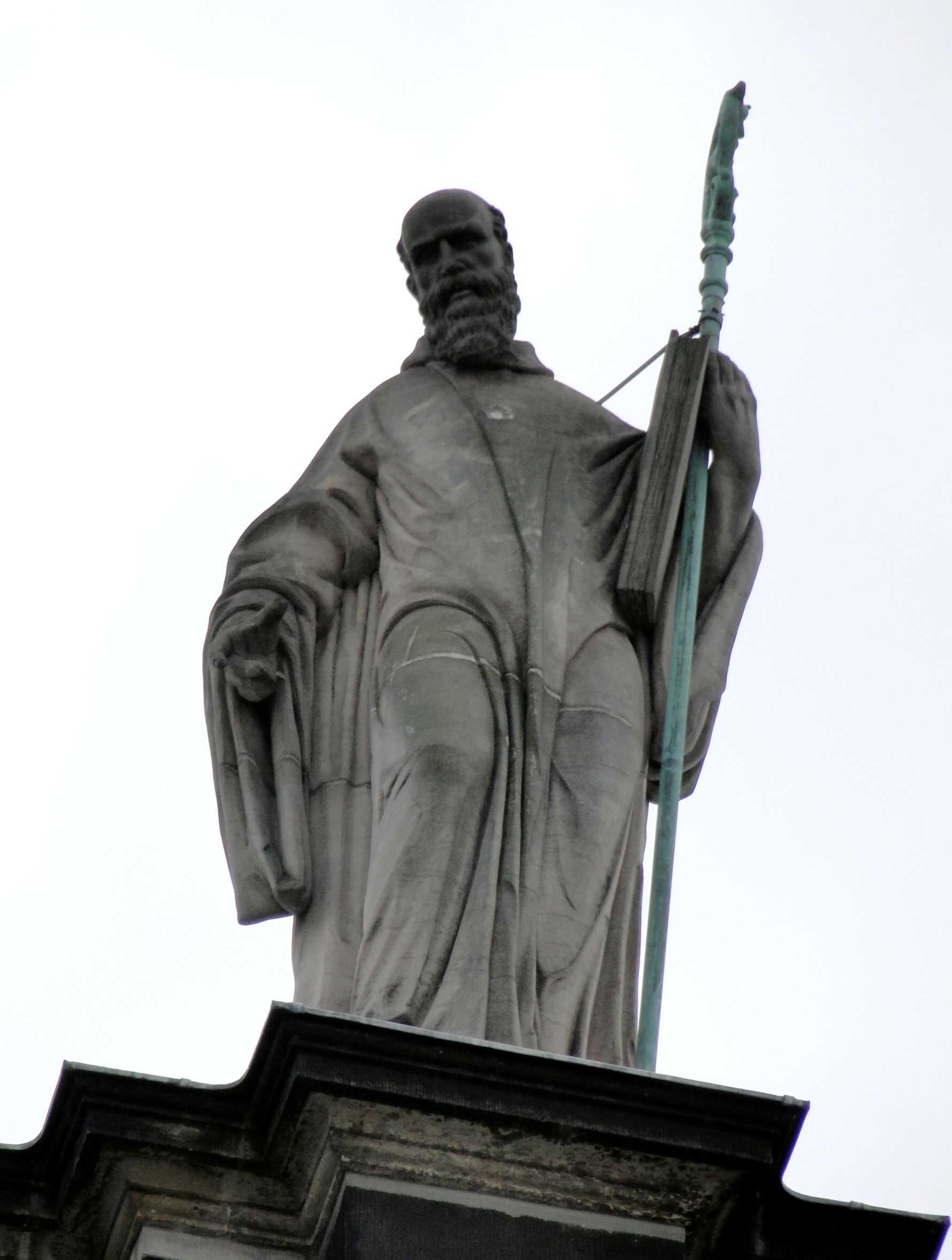
Biskup miśnieński Benon z Miśni
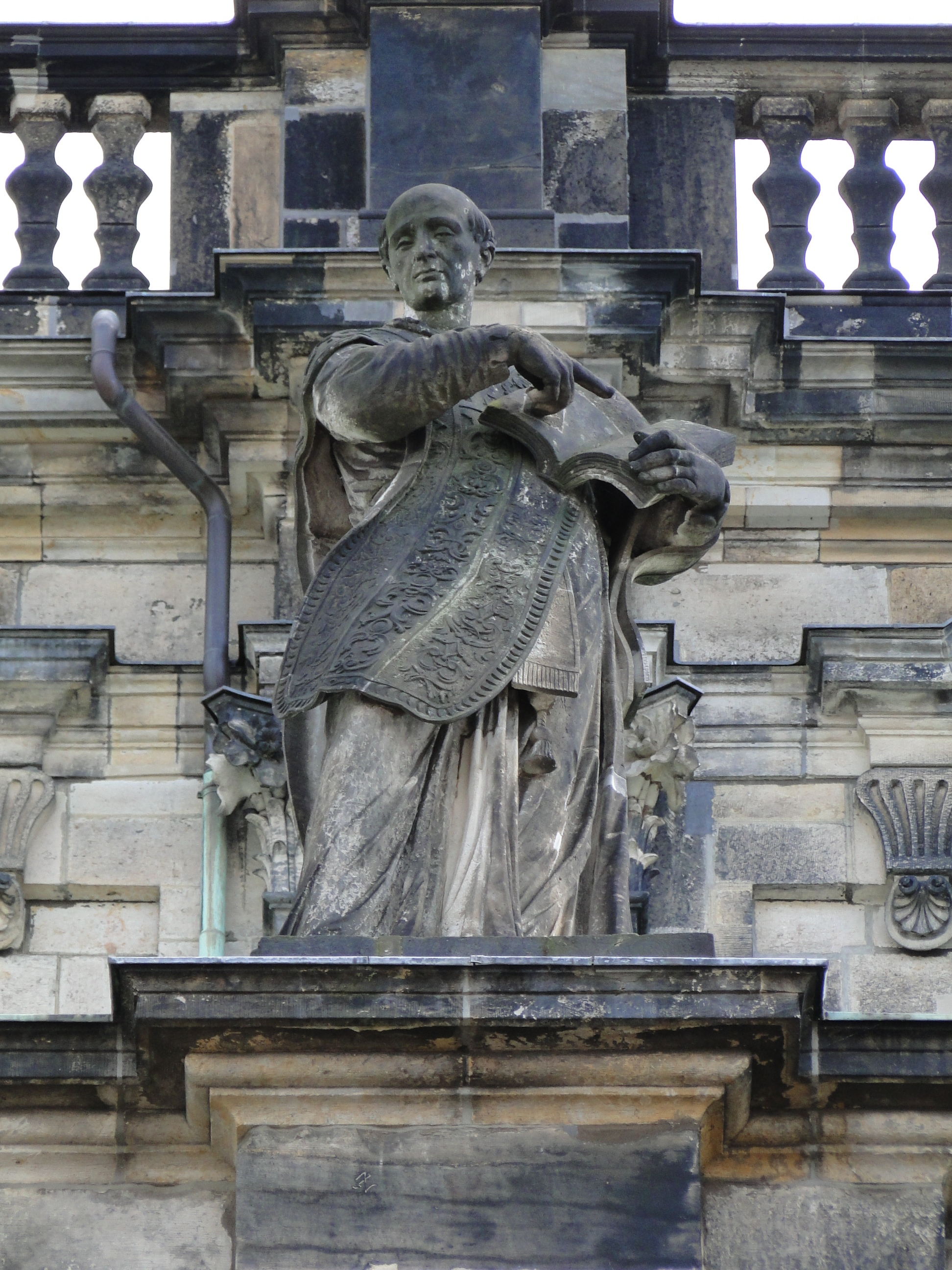
Ignacy Loyola
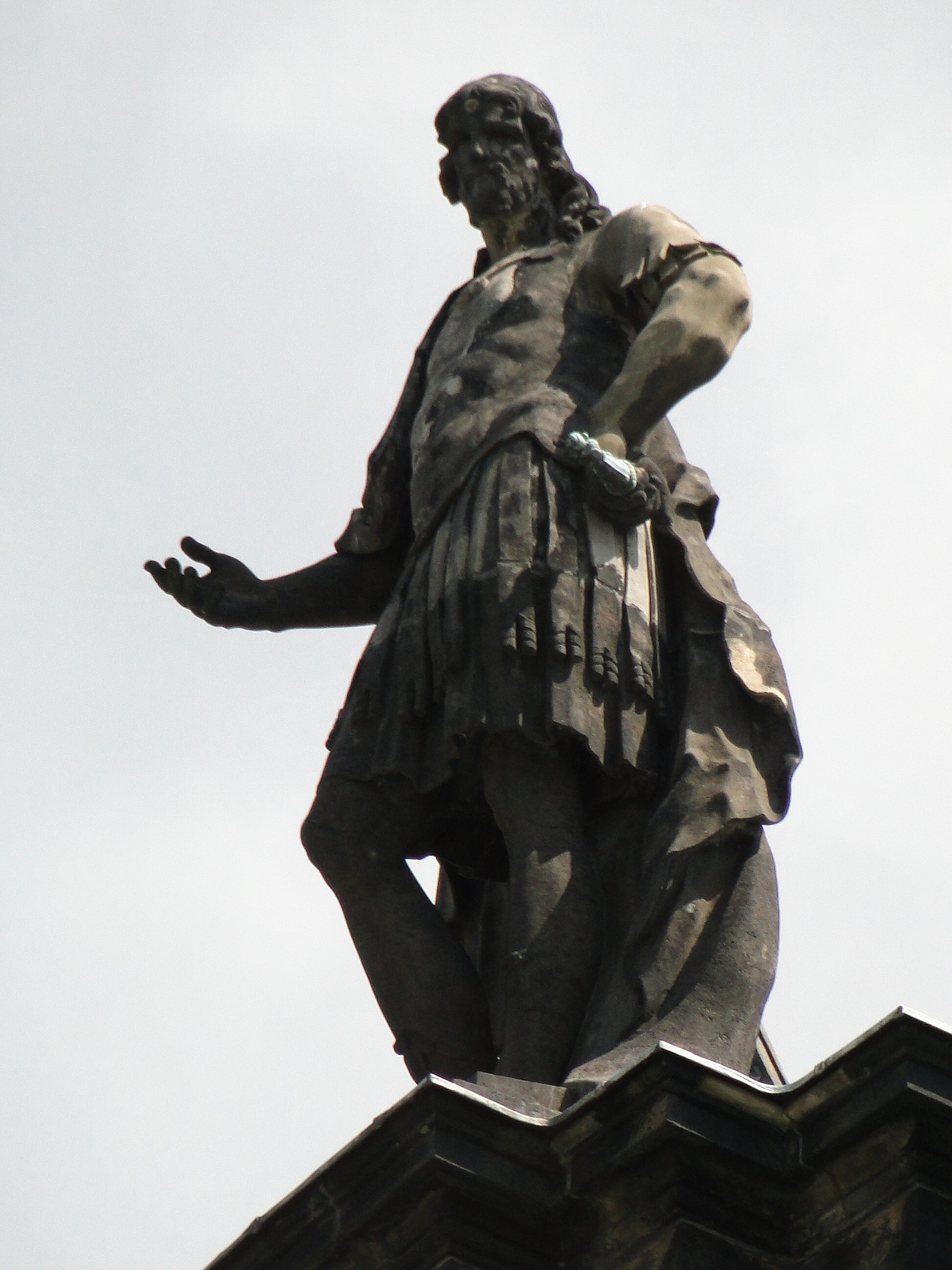
Król Francji Ludwik IX Święty

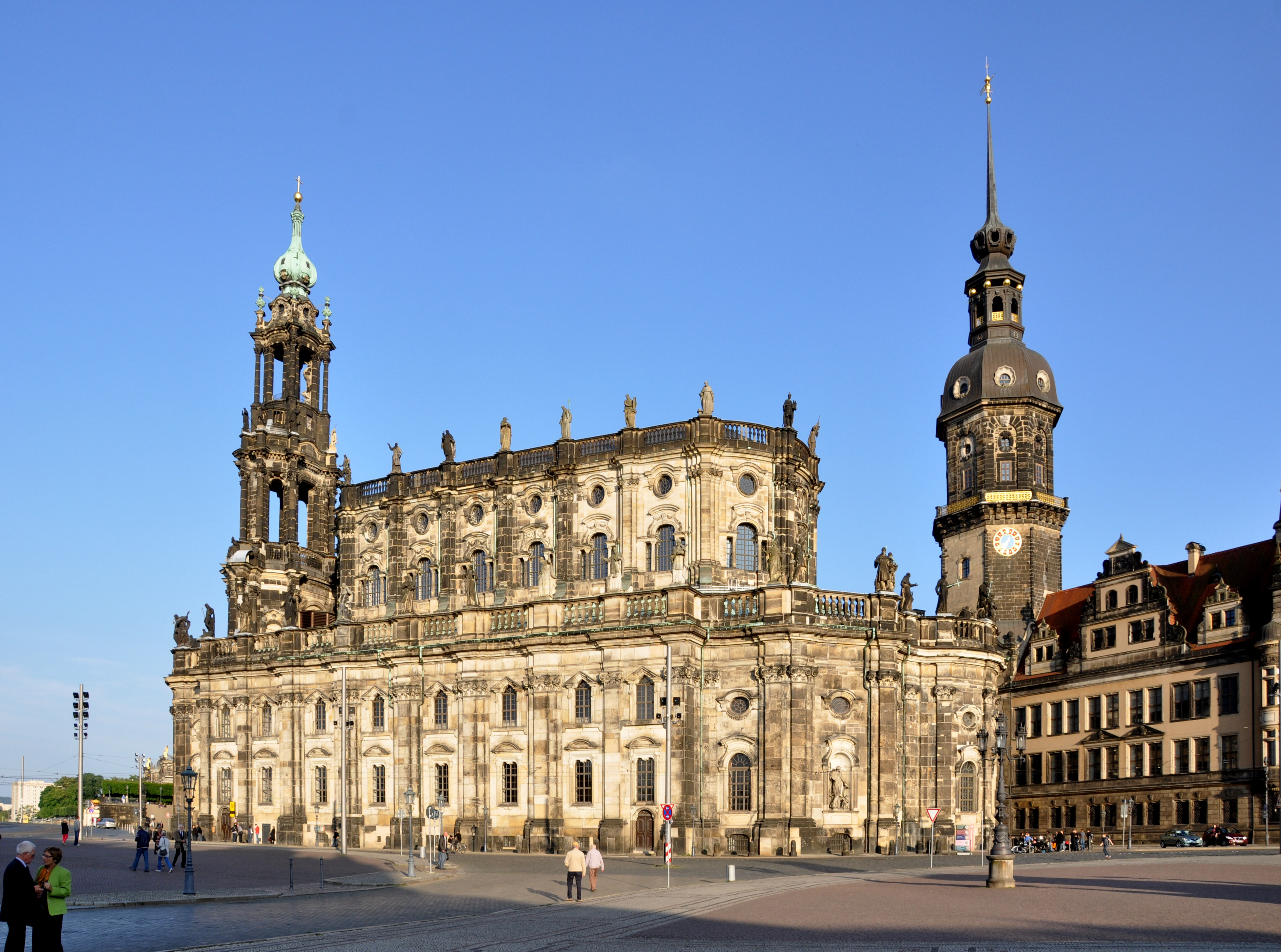
Katedra widziana z Placu Teatralnego

## Wymiary
- Nawa główna: dł. – 52,36 m, szer. – 17,56 m, wys. – 32,20 m.
- Nawy boczne: dł. – 39,20 m, szer. – 9,52, wys. – 15,95 m.
- Całkowita długość: 92 m.
- Całkowita szerokość: 54 m.
- Wysokość wieży: 86 m.
- Powierzchnia wnętrza: 4800 m².

## Wystrój wnętrza
Monumentalny ołtarz główny wykonany jest z białego marmuru, wzbogacony brązową ornamentyką nawiązującą do stylu regencji. Wielki obraz przedstawiający scenę Wniebowstąpienia Chrystusa wykonał w latach 1752–1761 Anton Raphael Mengs. Ambonę wykonał Balthasar Permoser. Zdobią ją m.in. rzeźby na zwieńczeniu baldachimu przedstawiające Trójcę Świętą. Część chórową zdobią organy wykonane przez Gottfrieda Silbermanna (47 rejestrów w 4 klawiaturach: 3 manuałach i pedale) z 1755 r. Autorstwo prospektu organowego przypisywane jest Josephowi Hacklowi.

## Dzwony
Obecnie na wieży kościelnej zawieszonych jest 5 dzwonów.
|   | Imię                      | Waga (kg) | Ton uderzeniowy | Rok odlania | Średnica (cm) | Odlewnia                      |
| - | ------------------------- | --------- | --------------- | ----------- | ------------- | ----------------------------- |
| 1 | Göttliche Vorsehung       | 4860 kg   | g0+2            | 1747        | 204 cm        | Johann Gottfried Weinhold     |
| 2 | Heiligste Dreifaltigkeit  | 2800 kg   | b0-5            | 1807        | 172 cm        | Heinrich August Weinhold      |
| 3 | Heiligkreuz               | 1122 kg   | d¹+2            | 1807        | 136 cm        | Heinrich August Weinhold      |
| 4 | Heiliggeist               | 1215 kg   | f¹+2            | 2001        | 123 cm        | Glockengießerei Lauchhammer   |
| 5 | Ave Maria (Angelusglocke) | 581 kg    | g¹-6            | 1978        | 110 cm        | Franz Peter Schilling, Apolda |

## Krypty Wettynów

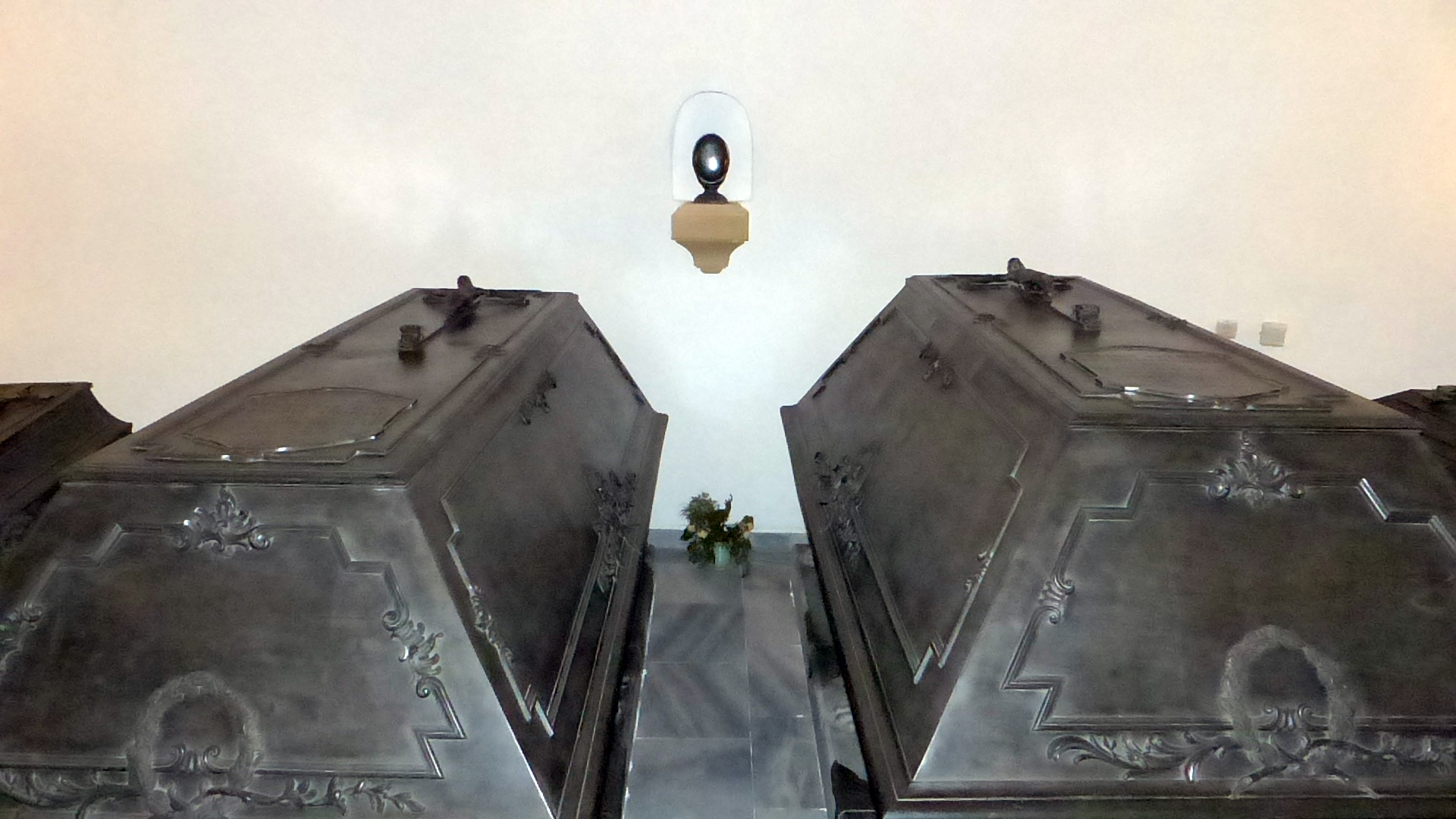
Sarkofagi króla Augusta III i królowej Marii Józefy oraz urna z sercem króla Augusta II

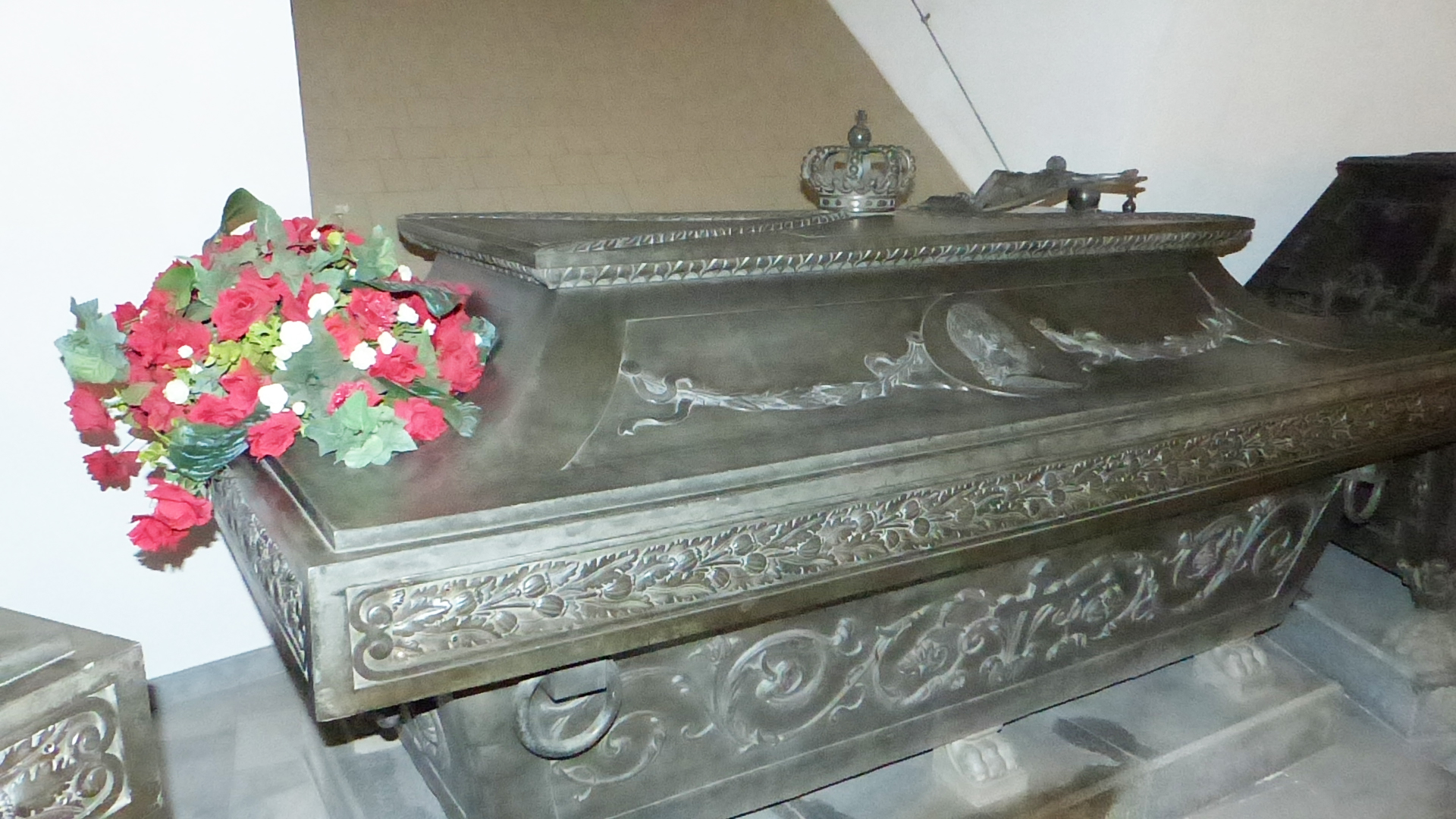
Sarkofag Fryderyka Augusta I

W kryptach pod kościołem znajdują się sarkofagi członków dynastii Wettynów, królów Saksonii i Polski. Polscy monarchowie spoczywają w Starej Krypcie, a polscy królewicze i królewny w Starej oraz Wielkiej Krypcie.

### Stara Krypta

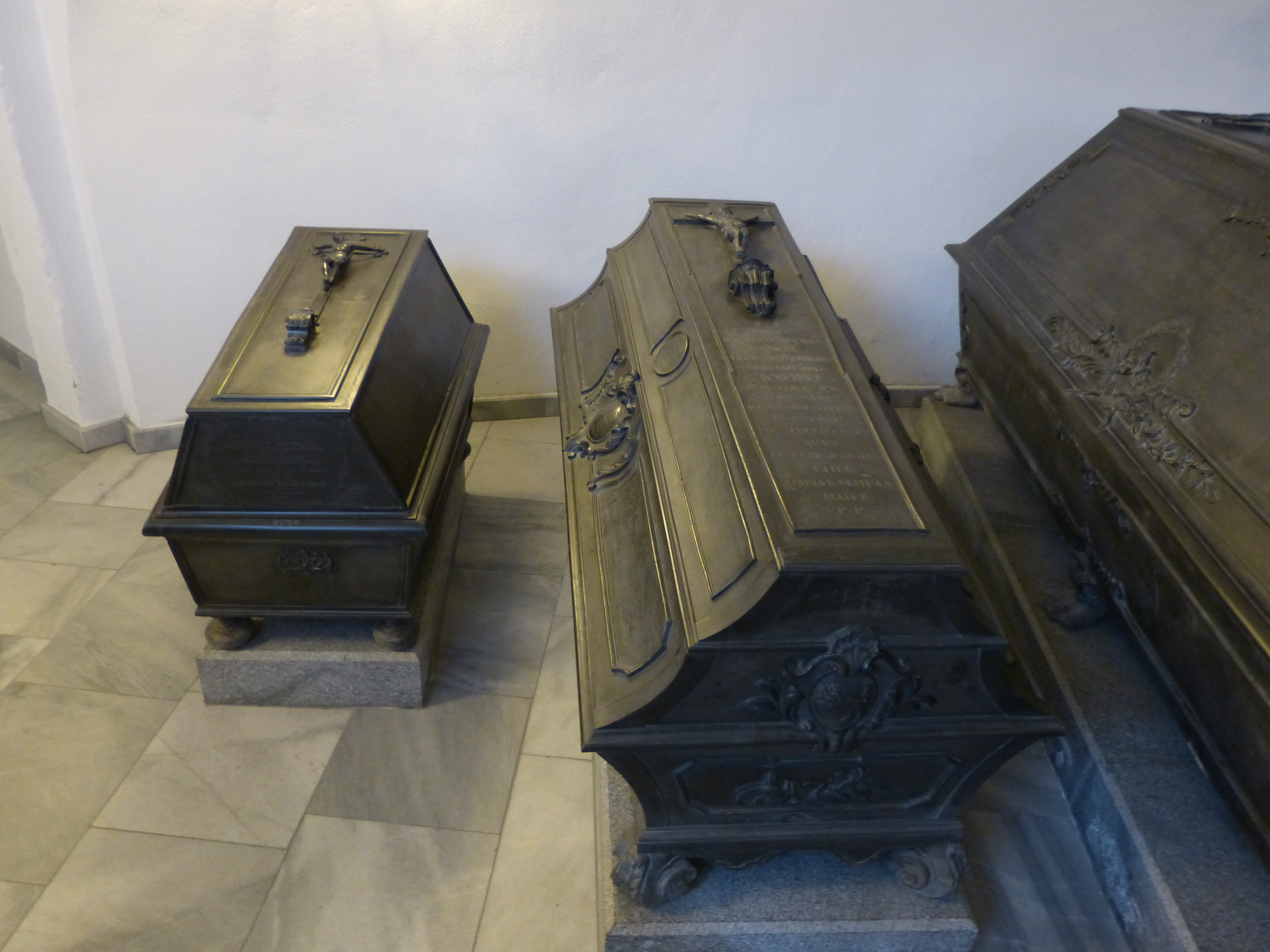
Sarkofagi królewiczów Fryderyka Augusta i Józefa Augusta

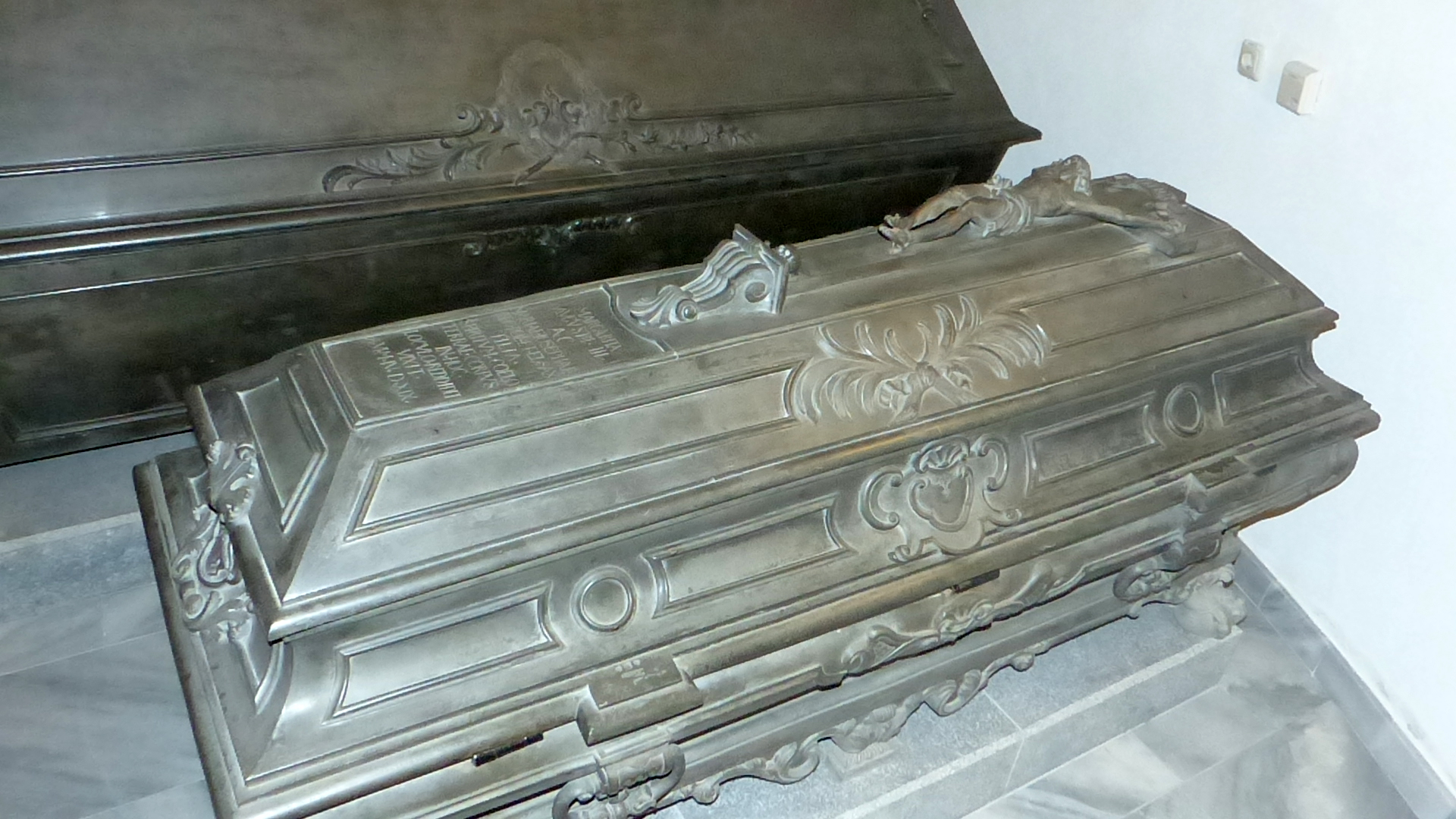
Sarkofag królewny Marii Małgorzaty

- Fryderyk August Wettyn, królewicz polski (zm. 1721)
- Józef August Wettyn, królewicz polski (zm. 1728)
- urna z sercem Augusta II Mocnego, króla Polski (zm. 1733)
- Maria Małgorzata Wettyn, królewna polska (zm. 1734)
- Maria Józefa, ostatnia królowa Polski (zm. 1757)
- August III Sas, król Polski (zm. 1763)
- Fryderyk Krystian Wettyn, elektor Saksonii, królewicz polski (zm. 1763)
- Maria Antonina Wittelsbach, elektorowa Saksonii (zm. 1780)
- Fryderyk August I, elektor i król Saksonii, książę warszawski (zm. 1827)
- Amalia Wittelsbach, królowa Saksonii, księżna warszawska (zm. 1828)

### Wielka Krypta
- Karolina Burbon-Parmeńska, księżna Saksonii (zm. 1804)
- Franciszek Ksawery Wettyn, królewicz polski (zm. 1806)
- Maria Elżbieta Wettyn, królewna polska (zm. 1818)
- Maria Kunegunda Wettyn, królewna polska (zm. 1826)
- Maria Teresa Habsburg, królowa Saksonii (zm. 1827)
- Maria Karolina Habsburg, księżna Saksonii (zm. 1832)
- Antoni Dobry, król Saksonii (zm. 1836)
- Maksymilian, książę koronny Saksonii (zm. 1838)
- Maria Augusta Wettyn, córka Fryderyka Augusta I, Konstytucją 3 Maja przewidziana do objęcia tronu polskiego (zm. 1863)

### Królewska Krypta i Nowa Krypta
- Fryderyk August II, król Saksonii (zm. 1854)
- Jan, król Saksonii (zm. 1873)
- Maria Anna Wittelsbach, królowa Saksonii (zm. 1877)
- Amelia Augusta Wittelsbach, królowa Saksonii (zm. 1877)
- Maria Anna Portugalska, księżna Saksonii (zm. 1884)
- Albert I, król Saksonii (zm. 1902)
- Jerzy I, król Saksonii (zm. 1904)
- Karola von Holstein-Gottorp-Vasa, królowa Saksonii (zm. 1907)
- Fryderyk August III, ostatni król Saksonii (zm. 1932)